# Chaetogeoica ovagalla
Chaetogeoica ovagalla är en insektsart som först beskrevs av Zhang, G.-x. 1995.  Chaetogeoica ovagalla ingår i släktet Chaetogeoica och familjen långrörsbladlöss. Inga underarter finns listade i Catalogue of Life.